# Carwood Lipton
Carwood Lipton (Huntington, 30 januari 1920 - Southern Pines, 16 december 2001) was een Amerikaans militair. Tijdens de Tweede Wereldoorlog vocht hij in Easy Company van het 506th Parachute Infantry Regiment, 101e Luchtlandingsdivisie, beschreven in het boek en de televisieserie Band of Brothers.

## Tweede Wereldoorlog
Carwood Lipton kwam uit een arm arbeidersgezin uit Huntington in de staat West Virginia. Zijn vader kwam vroegtijdig bij een auto-ongeluk om het leven. Naar aanleiding van een artikel in Life Magazine, meldde Lipton zich in 1942 aan voor de paratroepers. Hij werd ingedeeld bij de E Company van de 506th PIR in Camp Toccoa, Georgia.
Na hun training vertrokken de mannen van Easy Company naar Engeland om zich voor te bereiden op de Tweede Wereldoorlog. Lipton was bij alle grote acties van Easy Company tijdens de oorlog aanwezig: D-Day, Operatie Market Garden in Nederland, Slag om de Ardennen en de tocht door Duitsland naar het Adelaarsnest en Oostenrijk. Lipton was een van de twaalf paratroepers die onder leiding van luitenant Richard Winters vier Duitse 105mm kanonnen bij Manoir de Brécourt onschadelijk maakte. Lipton ontving hiervoor de "Bronze Star".
In de loop van de campagne, waarin Lipton de meeste onderofficiersrangen doorliep, was het vaak Lipton die de mannen van Easy Company bijeen hield. Uiteindelijk klom Lipton op tot de rang van tweede luitenant. Hij ontving deze aanstelling als officier na de gevechten bij Foy, vanwege zijn leiderschapskwaliteiten. Nadien moest hij echter wel Easy verlaten, omdat een in het veld tot officier gepromoveerde onderofficier niet in dezelfde eenheid mocht functioneren. Hij bleef echter wel bij het tweede bataljon van 506th PIR.

## Na de oorlog
Na afloop van de Tweede Wereldoorlog ging Carwood Lipton het zakenleven in. Hij werd directeur van diverse glasfabrieken en verhuisde naar Europa. In 1983 ging Lipton met pensioen en vestigde zich in Southern Pines in de staat North Carolina. Carwood Lipton overleed uiteindelijk op 16 december 2001 aan ademhalingsproblemen, kort nadat de serie Band of Brothers op televisie was uitgezonden.

## Band of Brothers
In de miniserie Band of Brothers wordt het personage van Carwood Lipton vertolkt door acteur Donnie Wahlberg. Aflevering 7 The Breaking Point wordt verteld vanuit het gezichtspunt van Lipton.